# Anastasija Karlovyč
Anastasija Valeriïvna Karlovyč (in ucraino Анастасія Валеріївна Карлович?; Dnipro, 29 maggio 1982) è una scacchista e giornalista ucraina,  grande maestro femminile.

## Biografia
A partire dal 2007 affianca all'attività di giocatrice quella di giornalista scacchistica e di fotoreporter, pubblicando articoli su testate cartacee come Ladya e New In Chess e online come ChessBase. Dal 2010 in diverse occasioni ricopre il ruolo di addetto stampa per la FIDE.
Nel 2018 vince il concorso indetto dalla FIDE Best Chess Photo Contest 2018 nella categoria Children.

## Carriera
Inizia a giocare all'età di 8 anni. Vince il campionato femminile dell'Oblast' di Dnipropetrovs'k e raggiunge la semifinale dell'edizione assoluta dello stesso nel 1998.
Nel 1999 giunge quarta al Campionato europeo giovanile nella sezione under-18 femminile.
Nel 2000 vince la medaglia d'oro con la nazionale al Campionato Europeo a squadre under 18, dove era la prima scacchiera. Ottiene il titolo di maestro internazionale femminile, seguito nel 2003 da quello di grande maestro femminile.

### Club
Dal 2003 al 2010 gioca per la squadra di Lipsia, SK Großlehna, nella Bundesliga femminile. Con SK Großlehna partecipa anche al Campionato Europeo a squadre per club nella sezione femminile nel 2008.